# نهضت توابین
قیام توابین نهضت شیعی (۶۴ق-۶۸۴م) که در کوفه علیه حکومت اموی شکل گرفت. کوفیان به دلیل این‌که در قیام کربلا با حسین بن علی همراه نشدند، پشیمان بودند و قصد جبران داشتند. طی جلسه‌ای که در خانهٔ سلیمان بن صرد خزاعی شکل گرفت؛ افرادی همانند مسیب بن نجبه، عبدالله بن وال بن سعد و رفاعه بن شداد و محمد ابن اسحاق اهوازی سخنرانی کردند و همهٔ افراد حاضر، سلیمان را به رهبری این قیام برگزیدند. آن‌ها دو هدف داشتند؛ اول این‌که از قاتلان حسین بن علی و رهبران یزید در کربلا انتقام بگیرند و دوم به حکومت رساندن اهل بیت پیامبر (علی بن الحسین) بود. ۶ ماه پس از آن مختار ثقفی وارد کوفه شد، او نظر مساعدی در رابطه با این قیام نداشت و معتقد بود سلیمان بن صرد خزاعی موفق نخواهد شد، اما او تبلیغ برای قیام را آغاز کرد. با تبلیغات او ۲ هزار نفر از کوفیان به او پیوستند، سلیمان به رهبران شیعه مدائن و بصره اطلاع داد و آن‌ها را نیز به این قیام دعوت کرد و پس از آن به سمت شام حرکت کردند. سلیمان پیشنهاد عبدالله بن یزید، فرماندار کوفه و زفر بن حارث کلابی، مبنی بر حمایت از او مشروط بر تأخیر انداختن قیام را نپذیرفت و به راه خود ادامه داد. آن‌ها در عین الورده به یک‌دیگر رسیدند. طی حملاتی که انجام شد سرداران توابین کشته شدند و رفاعة بن شداد بجلی آخرین فرماندهٔ باقی مانده بود که دستور عقب‌نشینی داد و به کوفه بازگشتند. مختار پس از آگاهی از این واقعه به آن‌ها اطلاع داد که پس از آزادی از زندان خونخواهی حسین بن علی را آغاز خواهد کرد.

## پیش از قیام
شیعیان کوفه پس از کشته شدن حسین بن علی با ندامت و ناراحتی بسیار سعی در جبران گناه خود داشتند؛ پس تعدادی از بزرگان و رهبران در خانه سلیمان بن صرد گرد آمدند تا راهی پیدا کنند. سلیمان بن صرد در میان اجتماع آنان گفت:
| « | ما وعدهٔ یاری به اهل بیت پیامبر دادیم، ولی یاریشان نکردیم و به انتظار فرجام کار ماندیم. تا آن‌که فرزند پیامبرمان کشته‌شد. خدا از ما راضی نخواهد شد مگر این‌که با قاتلان او بجنگیم. شمشیرها را تیز کنید و هرچه می‌توانید نیرو و اسب تهیه کنید تا فراخوانده شوید. | » |

پس از او مسیب بن نجبه، رفاعد بن شداد، عبدالله بن وال بن سعد در رابطه با رهبری قیام سخنرانی کردند و در آخر سلیمان بن صرد خزاعی را به رهبری خود انتخاب کردند. شیعیان معتقد بودند تنها راه بخشیده شدن و پاک کردن این لکه ننگ، کشتن قاتلان حسین بن علی است. آن‌ها با یکدیگر پیمان بستند که این بار تا آخرین قطره خون خود بجنگند و عهد خود را فراموش نکنند. آن‌ها از عملکرد گذشتهٔ خود بسیار پشیمان بودند و با آمادگی کامل درصدد انتقام حسین بن علی برآمدند. شیعیان از سال ۶۱–۶۴ هجری، پس از گذشت چند ماه از قتل حسین بن علی در جلسات مخفیانه که برگزار می‌شد، یکدیگر را به قیام دعوت می‌کردند و بالاخره پس از حدود ۴ سال روز قیام فرا رسید. گروهی از توابین پس از مرگ یزید در سال ۶۴ هجری نزد سلیمان بن صرد رفتند و پیشنهاد کردند که قیام را با شورش علیه عمرو بن حریث، فرماندار کوفه آغازکنند، سلیمان با این کار موافقت نکرد و به آن‌ها دستور داد که افرادی را به مناطق مختلف بفرستند تا اعضای قیام افزایش یابد، با فرستادن مبلغان قیام به مناطق مختلف و ذکر اهداف قیام، اعضای آن افزایش یافت و در سال ۶۴ هجری تعداد بسیاری اضافه شدند که می‌توان گفت علت اصلی آن مرگ یزید بود؛ زیرا عبیدالله بن زیاد که حاکم بصره و عامل اصلی قتل حسین بن علی بود؛ پس از مرگ یزید از بصره فرار کرد و به شام رفت. او نامه‌هایی را به سعد بن حذیفه، رهبر شیعیان مداین و مثنی بن مخرمه عبدی از بزرگان بصره نوشت و آن‌ها را به قیام دعوت کرد؛ آن‌ها نیز پذیرفتند. کوفه در این زمان ۳ فرماندار به خود دید و اوضاع مطلوبی نداشت. نخست کارگزار یزید بود، سپس عامر بن مسعود و پس از او عبدالله بن یزید.

### اهداف قیام توابین
1. انتقام از قاتلان حسین بن علی و یاران او: خوانخواهی حسین بن علی هدف اصلی این قیام بود. آن‌ها تنها راه جبران برای اشتباه خود را کشتن فرماندهان لشکر یزید در کربلا می‌دانستند.[۱]
2. سپردن خلافت به اهل بیت پیامبر: آن‌ها قصد داشتند پس از انتقام، یزید را از خلافت خلع کنند و یکی از اهل بیت پیامبر را به عنوان خلیفه برگزینند. توابین در شعارهای خود، در مراحل مختلف قیام، یعنی از آغاز کار تا پایان به این نکته اشاره کردند که قصد برکناری یزید و انتقال خلافت به اهل بیت پیامبر را دارند و بنابر این‌که علی بن الحسین آخرین بازمانده خاندان امامت بود می‌توان گفت آن‌ها قصد به خلافت رساندن او را داشتند.[۲]

## نام‌گذاری قیام
برخی از نویسندگان معتقدند نام قیام توابین از این آیه گرفته شده است:
(به عربی: فتوبوا الی بارئکم فاقتلوا انفسکم ذلکم خیر لکم عند بارئکم فتاب علیکم انه هو التواب الرحیم.)
پس توبه کنید به سوی پروردگارتان، پس بکشید خودتان را، این کار نزد خداوند برای شما بهتر است. پس آن‌ها توبه کردند و خداوند توبه آنان را پذیرفت. به درستی که خداوند توبه‌پذیر و رحیم است.
این آیه در رابطه با قوم بنی اسرائیل است. زمانی‌که در نبود حضرت موسی به گوساله پرستی روی آورده‌بودند و خداوند به آن‌ها دستور داد یکدیگر را بکشند تا توبه آن‌ها پذیرفته‌شود. تعدادی از نویسندگان معتقدند که توابین نام خود را از این آیه اخذ کرده‌اند و آن‌ها قصد خودکشی داشتند و به‌شان نزول آیه و حکم شرعی این عمل در اسلام توجه نکرده‌اند. شان نزول آیه برای قوم یهود بود و خودکشی هم در اسلام حرام است و در بین توابین حافظان قرآن و راویان و فقهایی بودند که به نظر نمی‌آید برای جبران گناهی دست به گناهی دیگر بزنند. رهبران این قیام همگی بیش از ۶۰ سال عمر داشتند؛ یعنی دوران جوانی خود را پشت سر گذاشته و به احکام شرعی و قرآن آگاهی داشتند. مهم‌تر از همه در کتاب‌های تاریخی نامی برای این قیام ذکر نشده و در وقایع نویسندگان معاصر نام توابین را به آن داده‌اند و در کتب تاریخی و احادیث به آن اشاره نشده است.

## ورود مختار به کوفه
۶ ماه پس از مرگ یزید، مختار وارد کوفه شد و با اوج فعالیت‌های توابین رو به رو شد. او نظر مساعدی در رابطه با این قیام نداشت و آن را ناکام می‌دانست. مختار معتقد بود سلیمان بن صرد خزاعی تجربهٔ جنگ ندارد و در این امر موفق نخواهد شد. تبلیغات مختار باعث شد حدود ۲ هزار نفر از توابین به او ملحق شوند. دربارهٔ مخالفت مختار با سلیمان گفته‌شده است او کارایی سلیمان را قبول نداشته، در حالی‌که سلیمان بن صرد خزاعی بیشتر از ۹۰ سال سن داشته و حداقل ۵۰ سال تجربهٔ نظامی و در تمام جنگ‌های علی بن ابی طالب حضور داشته است. به اعتقاد سفاک امانی، علت مخالفت مختار با رهبری قیام توسط سلیمان ارتباط مختار با عبدالله بن زبیر بوده او قبل از سفر به کوفه مدتی نزد او بوده و با وساطت داماد خود، که طرفدار عبدالله بن زبیر بوده از زندان آزاد شده و ابن زبیر مختار را روانه کوفه کرده که رهبری قیام را به دست آورد. اما به احتمال زیاد دلیل مخالفت مختار از شکل‌گیری این قیام، جلوگیری از شکست و مرگ آن‌ها بوده. با این حال اکثریت اعضا به پیمان خود وفادار ماندند و سلیمان بن صرد را پذیرفتند.

## وعدگاه شیعیان
نخیله، وعده‌گاه شیعیان برای آغاز قیام بود، شیعیان کوفه، بصره، مداین آگاه بودند که قیام در روز اول ربیع‌الاول سال ۶۵ هجری آغاز می‌شود. در روز ربیع‌الاول، سلیمان بن صرد نیروها را آماده کرد و با شعار «یا لثارات الحسین» از شهر خارج شدند و به سمت نخیله رفتند و در آن‌جا اردو زدند، سلیمان عده‌ای از سواران را به کوفه فرستاد تا افرادی که موفق به آمدن نشدند را فراخوانند آن‌ها در تمام شب در کوچه‌های کوفه فریاد یا لثارات الحسین برآوردند و تا صبح تعداد بسیاری به آن‌ها پیوستند. با این حال از ۱۶ هزار نفری که اسم نوشته‌بودند تنها ۴ هزار نفر آمدند، شیعیان بصره و مداین نیز که قول ملحق شدن داده‌بودند نیامدند. با تبلیغات دوباره سواره نظام هزار نفر دیگر به آن‌ها اضافه شد و سلیمان در برابر ۵ هزار نفر سخنرانی کرد که اگر شخصی با نیتی جز نیت توابین حضور داشت آن‌جا را ترک کند.

## پیشنهاد فرماندار
فرماندار کوفه، عبدالله بن یزید خواستار دیدار با سلیمان بن صرد شد و به نخیله آمد تا با رهبران قیام دیدار کند او پیشنهاد کرد تا زمان قیام را به تأخیر اندازند و مدتی صبر کنند تا نیروی کافی جمع شود و سپس خودش از آن‌ها حمایت می‌کند. اما فرمانده توابین نپذیرفت و پیشنهاد وی را رد کرد. عبدالله بن یزید گفت در صورت تأخیر قیام مالیات منطقه‌ای جوخی را نیز به آن‌ها خواهد داد با این حال توابین راضی نشدند. شاید علت اصلی این کار، تفاوت دو جریان فکری بود. توابین طرفدار شیعه و زبیری‌ها طرفدار اسلام بدون ولایت و امامت بودند.

## توابین در کربلا
سپاه توابین در جمعه ۵ ربیع‌الاول ۶۵ هجری از نخیله به سمت دمشق رفت، در «اقساس مالک» اردو زدند و در این راه هزار نفر به عقب برگشته‌بودند. توابین پس از استراحت به سوی دمشق رفتند و صبحگاه به کربلا رسیدند و بر سر قبر حسین بن علی شیون و زاری کردند. آن‌ها از یاری نکردن او سخت پشیمان بودند و یک شبانه روز در کنار قبرش بودند. زیارت قبر حسین بن علی موجب تشدید کینه توابین نسبت به قاتلان حسین بن علی شد و آن‌ها در تصمیم خود برای انتقام مصمم‌تر شدند. سپس سپاه آماده حرکت به سوی شام شد.

### دخالت علی ابن الحسین (سجاد)
هیچ مدرکی دال بر همکاری سجاد در این قیام پیدا نشده است

### پیشنهاد دوباره فرمانده کوفه
توابین پس از کربلا به سمت شام حرکت کردند، از حصامه گذشتند و به قیاره رسیدند. در قیاره نامه‌ای از فرماندار کوفه به سلیمان رسید که دوباره خواهان بازگشت سپاهیان و به تأخیر انداختن قیام شده‌بود؛ و پیشنهاد کرده‌بود که پس از فراهم کردن نیرو و امکانات لازم وارد جنگ شوند. سلیمان در جواب فرماندار کوفه به یارانش گفت:
| « | ... وقتی در شهرمان بودیم، این پیشنهاد را نپذیرفتیم.. اینک که دل برجنگ نهاده‌ایم و به سرزمین دشمن نزدیک شده‌ایم، تصمیم درست بازگشت نیست.. این‌ها اگر پیروز شوند ما را دعوت می‌کنند که همراه ابن زبیر جهاد کنیم و جهاد همراه ابن زبیر را گمراهی می‌دانم… اگر ما پیروز شدیم کار را به اهلش می‌سپاریم و اگر کشته شدیم، به وظیفهٔ خود عمل کرده‌ایم… سلیمان به هیچ عنوان حاضر به همکاری با ابن زبیر نبود و شکست و مرگ را ترجیح می‌داد. زمانی‌که توابین به قرقیسیاء رسیدند، بیرون شهر اردو زدند. فرماندار شهر که خیال کرده‌بود آن‌ها قصد حمله به قرقیسیاء را دارند دستور داده‌بود دروازه‌ها را ببندند و نگهبانان در آماده‌باش قرار گیرند. سلیمان به مسیب بن نجبه دستور داد تا با فرمانده شهر، زفر بن حارث کلبی دیدار و آن‌ها را متوجه قصد و انگیزهٔ توابین کند. پس از دیدار مسیب بن نجبه با فرماندار قرقیسیاء، بازارهای شهر را گشودند تا آن‌ها آذوقه خود را تأمین کنند و از آن‌ها استقبال گرمی کرد و به آن‌ها کمک مالی کرد. وی به سلیمان گفت که لشکر عبیدالله بن زیاد در رقه به سوی عراق در حرکت است و همچنین به او پیشنهاد کرد در شهر بماند و پس از آمادگی کامل به همراه یکدیگر به جنگ با عبیدالله بن زیاد بروند؛ اما سلیمان نپذیرفت و دستور حرکت داد. فرماندار که در جنگ‌های بسیار شرکت داشته و با منطقه به خوبی آشنایی داشت به سلیمان پیشنهاد کرد: - قبل از رسیدن عبیدالله بن زیاد خود را به عین الورده برساند. - موقعیت خود در عین الورده را به شکلی تنظیم کند که قرقیسیاء، پشت سر آن‌ها باشد و توان تهیه تدارکات را داشته باشند. - جنگ را در دشت آغاز نکند؛ زیرا تعداد نیروهای او کم است و احتمال محاصره زیاد. توابین با بدرقه فرماندار قرقیسیاء آن محل را ترک کردند و با گذر از «سانح» به عین الورده رسیدند. توابین پیش از لشکر شام به عین الورده رسید و در مکان مناسبی اردو زد، ۵ روز استراحت کردند و تمرین‌های خود را ادامه دادند تا نیروهای لشکر شام رسید. سلیمان بن صرد خزاعی سخنرانی برای لشکریان خود ترتیب داد، جانشینان خود را مشخص کرد و سپاهی با ۴۰۰ نفر به فرماندهی مسیب بن نجبه به جنگ با آن‌ها فرستاد. گردان یک شبانه روز در راه بود تا به دشمن رسید و طی یک حملهٔ غافلگیرانه بر طلایه‌داران سپاه شام حمله برد و آن‌ها را نابود کرد. این بین بسیاری کشته و زخمی شدند یا عقب‌نشینی کردند. در روز دوم، لشکر شام با ۱۲ هزار نیرو به کمک حصین بن نمیر آمد. سلیمان در قلب سپاه، عبدالله بن سعد جناح راست و مسیب بن نجبه در جناح چپ قرار گرفتند. در ۲۲ جمادی‌الاول ۶۵ هجری نبردی سهمگین بین آن‌ها درگرفت. چون تعداد نیروهای توابین بسیار کمتر از لشکر شام بود به صورت جنگ و گریز عمل کردند و پیروزی ابتدایی جنگ را نصیب خود کردند. توابین و لشکر شام روزها مشغول جنگ و شب‌ها مشغول استراحت و مداوای مجروحان بودند. در روز سوم نبرد، ۸ هزار نیروی کمکی به لشکر شام در عین الورده اضافه شد و جنگ سخت‌تری درگرفت که تنها به هنگام نماز دست نگه می‌داشتند. شمار تیراندازان و سواره‌نظام و ساز و برگ جنگی لشکریان شام بهتر بود اما انگیزه توابین باعث شده‌بود در روزهای آغاز جنگ پیروزی از آن، آن‌ها باشد. سرانجام ورق جنگ تغییر کرد و پیروزی شامیان آغاز شد. ۱۰ هزار نیروی تازه‌نفس به فرماندهی «ابن نمیر» و «ادهم بن محرز باهلی» در برابر نیروهای خسته وارد جنگ شدند. سواره نظام توابین به ۳ نفر رسیده‌بودند و بسیاری از آن‌ها کشته و زخمی شده‌بودند. تیراندازان در پیروزی لشکر شام نقش اساسی داشتند و بالاخره لشکر توابین توسط لشکر شام محاصره شد و بیشتر آن‌ها در روز چهارم به قتل رسیده‌بودند. لشکریان سلیمان در اطرافش حلقه زده و به دشمن حمله می‌بردند. یزید بن حصین نیزه‌ای به سمت سلیمان پرتاب کرد و او را از اسب به زمین انداخت. پس از مرگ وی، مسیب بن نجبه رهبری قیام را به دست گرفت. بعد از او عبدالله بن سعد عهده‌دار این منصب شد و در این هنگام پیک لشکریان بصره و مداین به سمت توابین آمد و خبر داد که آن‌ها در نزدیکی قرقیسیاء هستند و به زودی به کمک آن‌ها خواهند آمد. پس از مرگ عبدالله بن سعد، عبدالله بن وال فرماندهی را به عهده گرفت و سپس رفاعه بن شداد، وی جنگ را بی فایده دید و دستور عقب‌نشینی داد، آن‌ها به قرقیسیاء بازگشتند و فرماندار به خوبی از آن‌ها پذیرایی کرد و بازماندگان را مداوا کرد. آن‌ها پس از استراحت در قرقیسیاء به سمت کوفه حرکت کردند و به روستای صندوداء در نزدیکی هیت رسیدند و در آن‌جا با شیعیان بصره و مداین دیدار کردند و به عزاداری برای شهیدان قیام پرداختند و روز بعد به کوفه رسیدند. مختار ثقفی که در آن زمان، در زندان بود پیغام داد که پس از آزادی خونخواهی حسین بن علی را آغاز خواهد کرد. شاعر معاصر نهضت توابین «اعشی همدان» قصیده‌ای در رابطه با قیام آن‌ها سرود: او به تقوا و پرهیزکاری، از روی صدق نزد خداوند بلند مرتبه توبه کرد. او دنیا را ترک کرد. به دنیا اعتنا نکرد. نزد خداوند بلند مرتبه توبه کرد. ... آن‌ها کشته نشدند مگر زمانی‌که جمعی از تبهکاران و روا دارندگان حرام را کشتند و خود مانند شیران شرژه پس از دلیری جان دادند. | » |